# 존 몽고메리 워드
존 몽고메리 워드(John Montgomery Ward, 1860년 3월 3일 ~ 1925년 3월 4일)은 19세기 메이저 리그 야구 선수로, 주로 투수, 유격수로 뛰었고 감독도 몇 번 겸임했다. 선수 시절 타자로 통산 타율 .275, 2,104안타, 867타점을 기록했고, 투수로는 164승 103패, 2.10의 평균자책점, 920탈삼진을 기록했다. 1880년 6월 17일에 야구 역사상 두 번째 퍼펙트 게임을 기록했다. 이 기록은 프로야구 선수로는 최연소 퍼펙트 게임 달성 기록이다. 1964년 베테랑 위원회의 투표로 명예의 전당에 입성했다.
그는 변호사 출신으로서 야구 선수들의 권익 보호에도 관심을 가지고, 최초의 선수 노조인 프로 야구 선수 동맹을 조직했고, 플레이어스 리그도 만들었다.